# Manfred Heinemann (Historiker)
Manfred Heinemann (* 27. März 1943 in Lippstadt) ist ein deutscher Erziehungswissenschaftler und Bildungshistoriker.
Nach der Promotion zum Dr. phil. (1971 an der Ruhr-Universität Bochum) wurde Heinemann 1979 auf eine Professur für Allgemeine Erziehungswissenschaften an der damaligen Technischen Universität Hannover berufen. Dort leitete er von 1981 bis zu seiner Emeritierung 2008 den Forschungsschwerpunkt Zeitgeschichte von Bildung und Wissenschaft (seit 1994: Zentrum für Zeitgeschichte von Bildung und Erziehung/ZZBW).
Heinemanns Forschungsschwerpunkte liegen im Bereich der Bildungs- und Wissenschaftsgeschichte Preußens und des Deutschen Reichs, der Hochschul- und Wissenschaftspolitik der Besatzungsmächte nach 1945 sowie in der Wissenschaftsentwicklung in der früheren Sowjetunion und der DDR.
Heinemann ist bzw. war Mitglied und zum Teil Vorsitzender mehrerer nationaler und internationaler Wissenschaftsgremien, darunter
- Executive Committee der „International Standing Conference for the History of Education“ (ISCHE, 1979–1999)
- „Historische Kommission“ der Deutschen Gesellschaft für Erziehungswissenschaft (Vorsitz 1980–1989)
- Sächsische Hochschulkommission (1991–1993)
- Kuratorium der Technischen Universität Chemnitz (1997–2004)
- Russische Akademie für Pädagogik und Sozialwissenschaften (externes Mitglied seit 1997)
- Leibniz-Sozietät der Wissenschaften zu Berlin (ordentliches Mitglied seit 2005)

Ferner ist Heinemann Herausgeber der Zeitschrift „Bildung und Erziehung“ im Böhlau Verlag Köln sowie der „edition bildung und wissenschaft“ im Akademie Verlag Berlin.

## Schriften (Auswahl)
- Schule im Vorfeld der Verwaltung. Die Entwicklung der preußischen Unterrichtsverwaltung von 1771–1800, Göttingen 1974 (Dissertation)
- (Hrsg.) Sozialisation und Bildungswesen in der Weimarer Republik, Stuttgart 1976.
- (Hrsg.) Erziehung und Schulung im Dritten Reich, 2 Bde. Stuttgart 1980.
- (Hrsg.) Die historische Pädagogik in Europa und den USA. Berichte über die historische Bildungsforschung, 2 Bde. Stuttgart 1979 ff.
- (Hrsg.) Hochschuloffiziere und Wiederaufbau des Hochschulwesens in Westdeutschland 1945–1952, 3 Bde. Hildesheim 1990.
- (Hrsg.) Zwischen Restauration und Innovation. Bildungsreformen in Ost und West nach 1945, Köln u. a. 1999.
- Vom Zusammenhang der Geschichte mit der Gegenwart in der Pädagogik (Retrospektiven in Sachen Bildung, R. 2, Nr. 31), Klagenfurt 2000.